# ユーコン準州

ユーコン準州
Yukon

| ユーコン準州の旗 | ユーコン準州の印 |
| ---------------- | ---------------- |
| （準州旗）       | （準州章）       |

モットー: なし

| 基本データ                                 |                                                                |
| 準州の花                                   | ヤナギラン （Fireweed）                                        |
| 準州の木                                   | サバルパイン・ファー （Subalpine Fir）                         |
| 準州の鳥                                   | ワタリガラス                                                   |
| 準州都                                     | ホワイトホース                                                 |
| 最大の都市                                 | ホワイトホース                                                 |
| 準州の公用語                               | 英語、仏語                                                     |
| 面積 - 総計 - 陸地 - 水域（割合） 最高標高 | （国内第9位） 482,443 km² 474,391 km² 8,052 km² (1.7%) 5,959 m |
| 人口（2021年） - 総計 - 人口密度           | （国内第12位） 40,232 人 0.08 人/km²                           |
| GDP（2011年） - 州合計 - 1人当たり         | （国内第12位） 26億6,000万[1]カナダドル 7万5,141カナダドル     |
| 連邦政府加入 - 順番 - 加入年月日           | 9番目 1898年6月13日                                            |
| 時間帯                                     | 太平洋夏時間（通年使用、UTC-7）[2]                             |
| 郵便コード 郵便番号 ISO 3166-2:CA          | YT Y CA-YT                                                     |
| 公式サイト                                 | http://www.gov.yk.ca/                                          |
| 行政                                       |                                                                |
| 弁務官                                     | アデリン・ウェバー（英語版）                                   |
| 準州首相                                   | マイク・ペンバートン（英語版） （ユーコン自由党）              |
| カナダ議会 -下院議席数 -上院議席数         | 1                                                              |

ユーコン準州（ユーコンじゅんしゅう、英: Yukon [ˈjuːkɒn]、フランス語: [jykɔ̃]）は、カナダの準州の一つ。準州都はホワイトホース。
おおよそ直角三角形をしており、西側はアメリカ合衆国のアラスカ州と、東側はノースウェスト準州と、南側はブリティッシュコロンビア州とそれぞれ隣接している。また、北部の海岸はボーフォート海に面している。カナダ最高峰のローガン山（標高5,959m）が準州の南西部にある。
| 母語話者（ユーコン準州） 2006 | 母語話者（ユーコン準州） 2006 | 母語話者（ユーコン準州） 2006 | 母語話者（ユーコン準州） 2006 | 母語話者（ユーコン準州） 2006 |
| ----------------------------- | ----------------------------- | ----------------------------- | ----------------------------- | ----------------------------- |
|                               |                               |                               |                               |                               |
| 英語                          | 英語                          |                               | 85.69%                        | 85.69%                        |
| フランス語                    | フランス語                    |                               | 3.69%                         | 3.69%                         |
| ドイツ語                      | ドイツ語                      |                               | 2.59%                         | 2.59%                         |
| アサバスカ諸語                | アサバスカ諸語                |                               | 2.17%                         | 2.17%                         |

| 人種構成（ユーコン準州） 2006 | 人種構成（ユーコン準州） 2006 | 人種構成（ユーコン準州） 2006 | 人種構成（ユーコン準州） 2006 | 人種構成（ユーコン準州） 2006 |
| ----------------------------- | ----------------------------- | ----------------------------- | ----------------------------- | ----------------------------- |
|                               |                               |                               |                               |                               |
| 白人                          | 白人                          |                               | 70.9%                         | 70.9%                         |
| 先住民                        | 先住民                        |                               | 25.1%                         | 25.1%                         |
| 黒人                          | 黒人                          |                               | 0.4%                          | 0.4%                          |
| その他の有色人種              | その他の有色人種              |                               | 3.6%                          | 3.6%                          |

## 歴史
ユーコン北中部の辺りは最終氷期にはベーリング地峡の一部であり、氷河作用の影響を免れた。アラスカ州との国境近くにあるチャーチル山の火山噴火で、ユーコン南部では広範囲で火山灰が堆積した。これはクロンダイク・ハイウェイ近辺で現在でも見られる。海岸部および内陸部のファーストネーションがまず広い範囲で交易網を構築し、ヨーロッパ人がこの地域に現れるようになったのは19世紀初頭に毛皮獲得のためであった。その後、宗教伝道団、ウエスタンユニオン電報探検隊が続いた。
19世紀末に金鉱が発見されたという噂が伝わり、採掘者の流入で人口増加が始まった。警察も設置され、そうして1897年にはクロンダイク・ゴールドラッシュが始まった。ゴールドラッシュで人口増加したため、ユーコン地区はノースウエスト準州から分離され、1898年にはユーコン準州が設立された。
2002年に準州の名前はYukon TerritoryからYukonに変更された。しかし州に昇格したわけではなく準州(territory)のままであり、日本語では現在でもTerritoryを意味する準州を外さずユーコン準州と呼ぶ。
ユーコンにおける考古学上の発見により、北アメリカにおける初期の人類が居住していたとされる。

## 地理
カナダ最高峰のローガン山がある南西部はクルアーニー国立公園・保護区になっており、世界遺産に登録されている。また、北部では夏至に一晩中太陽が沈まない白夜が見られる。ハーシェル島などの島嶼がある。

## 主要な都市
- ホワイトホース - 現在の州都
- ドーソン・シティ - 1952年までの州都。
- ファーロ
- ドーソン

## 政治
他の準州とは違って、州と同じように議会は政党制をとっている。準州は州と違って国王または女王の名代である副総督 (Lieutenant-Governor) がおらず、その代わり同等の権威を持ち連邦政府から派遣される官僚である弁務官 (Commissioner) がいる。

## 経済
主な産業は鉱業で、鉛、亜鉛、銀、金、銅などを産する。
この準州の成立は、有名な1890年代のクロンダイクのゴールドラッシュに負うところがおおい。カナダの連邦政府は、1870年にハドソン湾会社からこの地域を買収すると、一攫千金を求めてやってきた探鉱者の作った地方政府の要求に応じ、1898年にノースウエスト準州からこの準州を分離独立させた。
また、近年では観光業も盛んである。

## 交通
ゴールドラッシュ以前も以後もユーコン川が交通の基本路となっていた。1950年代までは川船が主要交通であった。ほとんどがホワイトホースからドーソン・シティへの定期便であったが、中にはアラスカ州からベーリング海へ抜けるものもあった。ホワイトホースからアラスカ州スカグウェイへ通じる狭軌鉄道（ホワイト・パス・アンド・ユーコン・ルート）もあったが、1980年代に運行を停止。現在は観光用に夏期のみ運行している。
現在では自動車が主要交通手段で、ホワイトホースを通る「アラスカ・ハイウェイ（Alaska Highway）」、スカグウェイからドーソンまで行く「クロンダイク・ハイウェイ（Klondike Highway）」などがある。
航空路については、ホワイトホースに国際空港があるほか、どの町にも小さな飛行場があり、小型チャーター航空産業が観光や鉱業用途で栄えている。
鉄道
- ホワイト・パス・アンド・ユーコン・ルート

空港
- ホワイトホース国際空港（Whitehorse International Airport、IATA空港コード： YXY、ICAO空港コード： CYXY）

## 教育
ホワイトホースには14の学校があり、ほかに特別支援学校が2校、大学が2校ある。
一つ目はユーコン大学(en:Yukon College)で、コミュニティカレッジも兼ねている。ホワイトホースにある。北極大学の会員でもある。もう一つはKIAC美術大学(en:KIAC School of Visual Arts)でダーソン市にある。この学校は美術学位の一年目に相当する授業が行われていて、卒業すると、規定の大学の2年次に編入できる。